# يحيى بن مبروك
يحيى بن مبروك (30 مارس 1928 بالجزائر العاصمة - 11 أكتوبر 2004 بالجزائر العاصمة). كان ممثلاً وكوميدياً جزائرياً، وقد صعد لأول مرة على خشبة المسرح في عام 1940 صدفة، عندما استنجد به مصطفى كاتب المسؤول الأول عن المسرح الجزائري آنذاك، لتعويض ممثل شاب.
لكن في عام 1956 تعرض يحيى لهجوم من قبل متطرفين فرنسيين، مما اضطره للابتعاد عن المسرح لمدة عامين بعد أن بدأ يجد لنفسه مكانة في عالم الفن الرابع. وفي عام 1958 عاد بقوة كعضو مؤسس في الفرقة الفنية لجبهة التحرير الوطني التي دافعت بفنها عن القضية الجزائرية تحت قيادة مصطفى كاتب الذي يعتبر يحيى بن مبروك من أبرز الشخصيات التي ساعدته في مسيرته المسرحية.
بعد استقلال الجزائر في 5 يوليو 1962 كان ليحيى بن مبروك حضور بارز في الأداء المسرحي حيث لم يكن يكاد ينتهي من مسرحية حتى يبدأ في أخرى.

## وفاة
توفي يحي بن مبروك في 9 أكتوبر 2004 عن عمر ناهز 76 عاما.

## مشواره الفني
تقمص عدة أدوار عبر مسيرته الفنية في السينما والمسرح.

### في السينما
- الحافلة. 1994.
- الطاكسي المخفي لبن عمر بختي 1989
- عطلة المفتش الطاهر لموسى حداد 1972.
- هروب المفتش الطاهر.
- المفتش الطاهر يسجل الهدف 1975.
- المسهول.
- القط.
- عطلة لبرانتي 1999.

## وصلات خارجية
- يحيى بن مبروك على موقع IMDb (الإنجليزية)
- يحيى بن مبروك على موقع قاعدة بيانات الأفلام العربية
- يحيى بن مبروك على موقع قاعدة بيانات الفيلم (الإنجليزية)